# 凯约·库塞拉
凯约·库塞拉（芬蘭語：Keijo Kuusela，1921年1月6日—1984年4月27日），生于坦佩雷，芬兰男子曲棍球、冰球运动员。他曾代表芬兰国家队参加1952年冬季奥林匹克运动会冰球比赛，获得第7名。